# Élections parlementaires de 2022 en Australie-Méridionale
Les élections législatives de 2022 en Australie-Méridionale ont lieu le 19 mars 2022 afin de renouveler les 47 sièges de l'Assemblée et 11 des 22 sièges du Conseil législatif de cet État australien.
Le scrutin entraîne une alternance politique avec la victoire des travaillistes qui recueillent une majorité absolue au détriment des libéraux, au pouvoir depuis 2018.

## Contexte

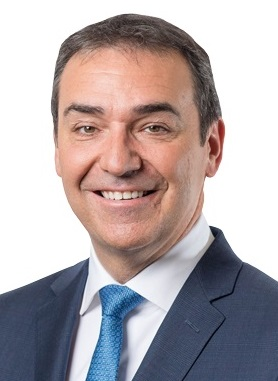
Steven Marshall

Les élections législatives de mars 2018 aboutissent à une alternance au profit du Libéral mené par Steven Marshall, qui succède à Jay Weatherill au poste de Premier ministre, mettant fin à seize années consécutives de gouvernement travailliste dans l’État. Au pouvoir depuis 2002 sous les directions successives des Premiers ministres Mike Rann et Jay Weatherill, le Parti travailliste avait perdu sa majorité absolue à l'assemblée lors des élections législatives de 2014, mais était parvenu à se maintenir sous la forme d'un gouvernement minoritaire grâce au soutien sans participation de deux élus indépendants,.
Devant la défaite de son parti, Weatherill annonce au lendemain du scrutin sa démission de la présidence du parti travailliste. Celle-ci devient effective le 9 avril suivant avec l'élection interne de Peter Malinauskas, Weatherill se quittant ensuite son poste de député pour se retirer de la vie politique le 6 décembre 2018.
Outre l'alternance à laquelle il conduit, le scrutin est également marqué par le résultat du parti SA-Best, qui décroche la troisième place à l'assemblée, sans toutefois y remporter un siège, ainsi qu'au conseil, où il en remporte deux. L'échec du parti à entrer à la chambre basse conduit Nick Xenophon à annoncer renoncer à un retour sur la scène politique fédérale.

## Système électoral

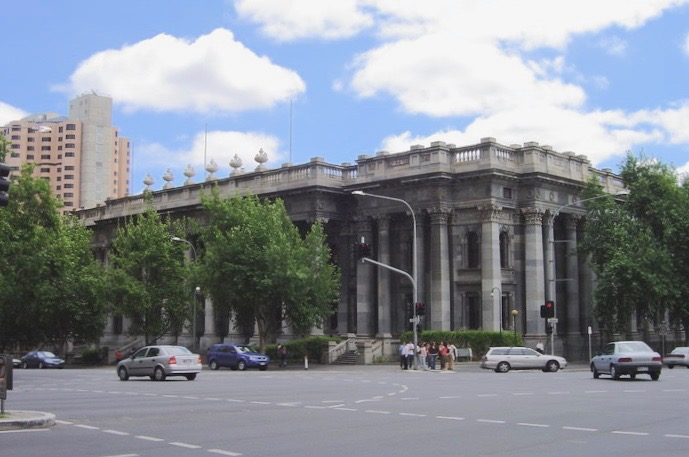
Bâtiment du parlement à Adélaïde.

L'Australie-Méridionale est dotée d'un parlement bicaméral composé d'une chambre basse, l'Assemblée, et d'une chambre haute, le Conseil législatif. Toutes deux sont renouvelées simultanément mais selon des modalités différentes, dont notamment un renouvellement du Conseil par moitié seulement. Depuis un amendement constitutionnel entrepris en 2001, les élections sont fixées tous les quatre ans au troisième samedi du mois de mars.

### Assemblée législative
L'assemblée est dotée de 47 sièges pourvus pour quatre ans au vote à second tour instantané dans autant de circonscriptions électorales. Le vote y est utilisé sous sa forme intégrale : les électeurs classent l'intégralité des candidats par ordre de préférences en écrivant un chiffre à côté de chacun de leurs noms sur le bulletin de vote, 1 étant la première préférence. Au moment du dépouillement, les premières préférences sont d'abord comptées puis, si aucun candidat n'a réuni plus de la moitié des suffrages dans la circonscription, le candidat arrivé dernier est éliminé et ses secondes préférences attribuées aux candidats restants. L'opération est renouvelée jusqu'à ce qu'un candidat atteigne la majorité absolue. Les bulletins de vote doivent obligatoirement comporter un classement de l'ensemble des candidats. À défaut, ils sont considérés comme nuls,.

### Conseil législatif
Le conseil est doté de 22 sièges pourvus pour des mandats de huit ans mais renouvelés par moitié tous les quatre ans au scrutin à vote unique transférable dans une unique circonscription électorale couvrant l’État entier. Dans ce mode de scrutin, à finalité proportionnelle, les électeurs classent au moins autant de candidats que de sièges à pourvoir par ordre de préférences en écrivant un chiffre à côté de chacun de leurs noms sur le bulletin de vote, 1 étant la première préférence,,.
Dans la pratique, les candidats sont regroupés sur le bulletin de vote par partis, et les électeurs peuvent librement sélectionner l'ensemble des candidats de ce parti ou en sélectionner des candidats de partis différents, à condition d'en sélectionner au moins douze. Les électeurs ont cependant la possibilité de voter directement pour le parti de leur choix en cochant une seule case, auquel cas l'ensemble de leurs préférences sont attribués aux candidats présentés par le parti dans l'ordre proposé par ce dernier. Les bulletins de vote sont imprimés avec les partis disposés horizontalement au-dessus d'une ligne sous laquelle leurs candidats sont disposés en colonnes verticales. Un vote directement par candidats est ainsi couramment appelé « En dessous de la Ligne » (Below the Line) et un vote par partis « Au dessus de la ligne » (Above the Line). Les partis ne sont pas contraints de présenter autant de candidats que de sièges à pourvoir et tendent à en présenter un nombre restreint afin de limiter la dispersion des voix de leurs électeurs, notamment chez les petit partis,.
Au moment du dépouillement, il est d'abord établi le quota de voix à atteindre par un candidat pour obtenir un siège en divisant le nombre de votes valides plus un par le nombre de sièges à pourvoir plus un. Les premières préférences sont d'abord comptées et le ou les candidats ayant directement atteint le quota sont élus. Pour chaque candidat élu, les secondes préférences de ses électeurs sont ajoutées au total des voix des candidats restants, permettant éventuellement à ces derniers d'atteindre à leur tour le quota. Si aucun candidat n'a atteint le quota dans la circonscription, ou qu'il reste des sièges à pourvoir après attribution des secondes préférences, le candidat arrivé dernier est éliminé et ses secondes préférences attribuées aux candidats restants. Si un candidat est élu ou éliminé et que ses secondes préférences vont à un candidat lui-même déjà élu ou éliminé, les préférences suivantes sont utilisées, et ainsi de suite. L'opération est renouvelée jusqu'à ce qu'autant de candidats que de sièges à pourvoir atteignent le quota,.

## Forces en présences
| Parti Nom en anglais | Parti Nom en anglais           | Idéologie                                                  | Chef de file      | Résultats en 2018           | Résultats en 2018              |
| Parti Nom en anglais | Parti Nom en anglais           | Idéologie                                                  | Chef de file      | Assemblée                   | Conseil                        |
| -------------------- | ------------------------------ | ---------------------------------------------------------- | ----------------- | --------------------------- | ------------------------------ |
|                      | Parti libéral Liberal Party    | Centre droit Libéral-conservatisme, libéralisme économique | Steven Marshall   | 37,97 % des voix 25 députés | 32,23 % des voix 4 conseillers |
|                      | Parti travailliste Labor Party | Centre gauche Social-démocratie, progressisme              | Peter Malinauskas | 32,79 % des voix 19 députés | 28,95 % des voix 4 conseillers |
|                      | SA-Best                        | Centrisme Social-libéralisme                               | Nick Xenophon     | 14,15 % des voix 0 députés  | 19,35 % des voix 2 conseillers |
|                      | Verts Australian Greens        | Gauche Écologie politique                                  | N/a               | 6,66 % des voix 0 députés   | 5,86 % des voix 1 conseillers  |

## Sondages
Pour des raisons techniques, il est temporairement impossible d'afficher le graphique qui aurait dû être présenté ici.

## Résultats

### Assemblée
|                           |                                  |           |       |       |        |               |  |  |  |
| Partis                    | Partis                           | Voix      | %     | +/-   | Sièges | +/-           |  |  |  |
|                           | Parti travailliste               | 436 134   | 39,97 | 7,18  | 27     | 8             |  |  |  |
|                           | Parti libéral                    | 389 059   | 35,67 | 2,3   | 16     | 9             |  |  |  |
|                           | Verts                            | 99 534    | 9,12  | 2,46  | 0      | en stagnation |  |  |  |
|                           | Famille d'abord                  | 40 011    | 3,67  | Nv    | 0      | en stagnation |  |  |  |
|                           | Une nation                       | 28 664    | 2,63  | Nv    | 0      | en stagnation |  |  |  |
|                           | Justice pour les animaux         | 6 107     | 0,56  | 0,25  | 0      | en stagnation |  |  |  |
|                           | Les nationaux                    | 5 279     | 0,48  | Nv    | 0      | en stagnation |  |  |  |
|                           | Parti de la famille australienne | 3 043     | 0,28  | Nv    | 0      | en stagnation |  |  |  |
|                           | SA-Best                          | 2 171     | 0,20  | 13,95 | 0      | en stagnation |  |  |  |
|                           | Veritable changement pour SA     | 1 138     | 0,10  | Nv    | 0      | en stagnation |  |  |  |
|                           | Libéraux démocrates              | 730       | 0,07  | Nv    | 0      | en stagnation |  |  |  |
|                           | Indépendants                     | 79 144    | 7,25  | 3,74  | 4      | 1             |  |  |  |
|                           |                                  |           |       |       |        |               |  |  |  |
| Votes valides             | Votes valides                    | 1 091 173 | 96,77 |       |        |               |  |  |  |
| Votes blancs et invalides | Votes blancs et invalides        | 36 469    | 3,23  |       |        |               |  |  |  |
| Total                     | Total                            | 1 127 642 | 100   | -     | 47     | en stagnation |  |  |  |
| Abstentions               | Abstentions                      | 139 077   | 10,98 |       |        |               |  |  |  |
| Inscrits / participation  | Inscrits / participation         | 1 266 719 | 89,02 |       |        |               |  |  |  |

### Conseil
|                           |                                        |           |       |       |             |        |        |             |               |
| Partis                    | Partis                                 | Voix      | %     | +/-   | Sièges      | Sièges | Sièges | Sièges      | Sièges        |
| Partis                    | Partis                                 | Voix      | %     | +/-   | Total avant | En jeu | Élus   | Total après | +/-           |
|                           | Parti travailliste                     | 402 441   | 36,96 | 10,01 | 8           | 4      | 5      | 9           | 1             |
|                           | Parti libéral                          | 374 289   | 34,38 | 2,15  | 9           | 5      | 4      | 8           | 1             |
|                           | Verts                                  | 98 324    | 9,03  | 3,17  | 2           | 1      | 1      | 2           | en stagnation |
|                           | Une Nation                             | 46 051    | 4,23  | Nv    | 0           | 0      | 1      | 1           | Nv            |
|                           | Libéraux démocrates                    | 36 445    | 3,35  | 0,88  | 0           | 0      | 0      | 0           | en stagnation |
|                           | Famille d'abord                        | 33 342    | 3,06  | Nv    | 0           | 0      | 0      | 0           | en stagnation |
|                           | Parti pour la légalisation du cannabis | 22 731    | 2,09  | Nv    | 0           | 0      | 0      | 0           | Nv            |
|                           | Justice pour les animaux               | 16 299    | 1,50  | 0,67  | 0           | 0      | 0      | 0           | en stagnation |
|                           | SA-Best                                | 11 392    | 1,05  | 18,3  | 2           | 0      | 0      | 2           | en stagnation |
|                           | Changement véritable                   | 9 417     | 0,86  | Nv    | 0           | 0      | 0      | 0           | en stagnation |
|                           | Famille australienne                   | 9 315     | 0,86  | Nv    | 0           | 0      | 0      | 0           | en stagnation |
|                           | Les nationaux                          | 7 363     | 0,68  | Nv    | 0           | 0      | 0      | 0           | Nv            |
|                           | Parti SA                               | 3 871     | 0,36  | Nv    | 0           | 0      | 0      | 0           | en stagnation |
|                           | Avance SA                              | 3 623     | 0,33  | 0,11  | 0           | 0      | 0      | 0           | en stagnation |
|                           | Indépendants                           | 13 937    | 1,28  | 0,88  | 0           | 0      | 0      | 0           | en stagnation |
|                           |                                        |           |       |       |             |        |        |             |               |
| Votes valides             | Votes valides                          | 1 088 840 | 96,38 |       |             |        |        |             |               |
| Votes blancs et invalides | Votes blancs et invalides              | 40 840    | 3,62  |       |             |        |        |             |               |
| Total                     | Total                                  | 1 129 680 | 100   | –     | 22          | 11     | 11     | 22          | en stagnation |
| Abstentions               | Abstentions                            | 137 039   | 10,82 |       |             |        |        |             |               |
| Inscrits / participation  | Inscrits / participation               | 1 266 719 | 89,18 |       |             |        |        |             |               |